# Antonio Gavín
Antonio Gavín (Zaragoza, 1682 - Condado de Goochland, Virginia, 1750) fue un cura católico que huyó de Zaragoza a Londres en 1711, perseguido por la Inquisición  y se convirtió al anglicanismo. Impenitente viajero, personaje con una marcada personalidad, poco dado a las componendas; ha sido uno de los grandes heterodoxos aragoneses y españoles en el mundo moderno. Fue un conocido antiesclavista en la Virginia de mediados del siglo XVIII y escribió una obra tan trascendente como poco conocida en España, su A Master-Key to Popery, una de las raíces de la llamada leyenda negra española.

## Biografía
Aunque se desconocen casi todos los datos referentes a su familia, se puede asegurar que estuvo relacionado con el más conocido de los últimos justicias de Aragón, Domingo Antonio Gavín, un abogado austracista que murió preso de los borbones en el castillo de Pamplona. 
Estudió con los jesuitas y después Teología en la Universidad de Zaragoza y fue ordenado sacerdote en el año 1705. Por sus contactos se le abría una brillante carrera eclesiástica que comenzó como confesor en la Catedral de El Salvador, La Seo, de Zaragoza. 
Se vivía en aquellos años en España la guerra de Sucesión y en Zaragoza se sufrió mucho al ser una auténtica guerra civil, la ciudad padeció el control alternativo de borbones y austracistas. Además, la sociedad y el clero en particular estaban muy divididos: la mayor parte del bajo clero era partidario de los austracistas, mientras que la mayoría del alto clero y la Inquisición lo eran de los borbones.
Antonio Gavín se posicionó a favor de los austracistas, y en esos años, y por sus relaciones sociales, estuvo en contacto con el general inglés James Stanhope que vuelto a Londres fue un importante líder de los whigs en la Cámara de los Comunes y ministro de Su Majestad.
Perseguido por la Inquisición, en 1711 Gavín abandonó Zaragoza en dirección a Londres a donde llegó tras un largo periplo de más de tres años. Una vez allí se puso en contacto con el citado James Stanhope y con su colaboración fue admitido como pastor de la Iglesia Anglicana. Predicó primero en castellano al escaso número de españoles anglicanos que había en Londres.
A finales de 1720 tuvo que desplazarse a Irlanda buscando un modo de vida. Fue aquí, y para combatir el catolicismo de la isla, dónde compuso su libro A Master-Key to Popery. 
Ejerció como párroco en parroquias anglicanas irlandesas y por entonces mantuvo e incrementó sus contactos con el ejército inglés.
Entre 1724 y 1734 sirvió como capellán en los ejércitos de Su Majestad. A finales de la década de los años 20 residía en Londres y en 1733 era capellán del ejército en Gibraltar. Por sus enfrentamientos con el general Sabine, gobernador del Peñón, tuvo que abandonar el ejército y pidió al obispo de Londres que lo enviara como párroco a las colonias británicas en América. 
Allí Antonio Gavín permaneció hasta el final de su vida  y fue párroco en tres parroquias, Henrico Parish, Saint James y Saint James Northam, todas ellas en el condado de Goochland en el estado de Virginia. 
Mantuvo frecuentes enfrentamientos con sus feligreses y, aunque pudo haber otras razones añadidas, la más importante fue su rechazo a la esclavitud, muy importante ya en esa época en la economía virginiana. Si no era el único antiesclavista sí era el más conocido y el que más se hizo oír. 
El 21 de febrero de 1744 Gavín rubricó su testamento. En ese documento legaba todos sus bienes a su esposa Rachel. Algo más de seis años después, Antonio Gavín murió, probablemente a mediados de septiembre de 1750.
Años después de su muerte, su biblioteca o al menos parte de ella, fue a parar a manos de Thomas Jefferson, el principal autor de la Declaración de Independencia de los EE. UU. y su tercer presidente.

## La obra de Gavín
Antonio Gavín escribió dos libros y un fue autor de un plano:
- Conversión de las potencias del alma. No ha tenido ninguna trascendencia y tiene muy escaso interés. Se trata simplemente de la edición de un sermón en el que trata de explicar la sinceridad de su conversión al anglicanismo.
- A Master-Key to Popery (1724), Dublín.
- Plano de un campamento romano (1729). Curioso plano de un campamento romano que estaba acompañado de unas páginas explicativas sobre la distribución y organización de las tropas, elementos auxiliares, etc. Lo hizo a partir, sobre todo, de los textos de Polibio y la colaboración del entonces teniente coronel William Blakeney.

### A Master-Key to Popery
Ha sido un libro muy importante en la formación y difusión de lo que se ha venido denominando la leyenda negra de España. Todavía hoy es muy citado sobre todo cuando se trata de hablar o escribir sobre la Inquisición, la confesión y también, en general, el comportamiento del clero católico.
Tiene un primer volumen del que se han hecho 17 ediciones en inglés entre los siglos XVIII y XIX; en los últimos años se han hecho varias versiones digitalizadas. En el siglo XVIII fue traducido al francés, al alemán y al holandés. Se hizo también una edición muy abreviada y seleccionada traducida en Argentina en el año 1826 con el título Compendio del origen y abusos de la Inquisición de Zaragoza.
En el año 2008 ha sido traducido y editado en castellano este volumen  con el título de El antipapismo de un aragonés anglicano en la Inglaterra del siglo XVIII. Claves de la corrupción moral de la Iglesia Católica (1724). 
La primera edición se publicó en Dublín en el año 1724. La edición aparece organizada en cinco partes: primero, la confesión; segundo, las bulas; tercero, misas, altares, transubstanciación y purgatorio; cuarto, el más conocido, de los inquisidores; y quinto, rezos, adoración de imágenes y reliquias. Idéntico esquema se mantendrá después. Sin embargo, hay que destacar un protagonista permanente: la ciudad de Zaragoza y sus habitantes entre los años 1704 y 1711 y sobre todo su clero. 
La edición de Londres de los años 1725-1726, constaba de tres volúmenes, pero el segundo y el tercero tienen un escaso interés, porque, salvo contadas excepciones, eran copias o resúmenes de otras obras conocidas de otros autores. 
La excepción más destacada está en el segundo volumen  y se trata de una durísima novela corta, El licenciado Lucindo o el cura canalla que tiene un llamativo interés por su personaje protagonista, su amoralidad y por su influencia posterior en El monje de Matthew Gregory Lewis. 
Esta novelita también ha sido traducida al castellano y publicada en el año 2011.